# Surface (Band)
Surface war ein US-amerikanisches R&B-Trio aus New Jersey, das in den späten 1980er und frühen 1990er Jahren erfolgreich war. Bekannt geblieben sind sie vor allem für ihren Nummer-eins-Hit The First Time aus dem Jahr 1991.

## Bandgeschichte

### Vorgeschichte mit Surface als Disco-Projekt bis 1984
Bevor sich die drei Mitglieder von Surface zusammenschlossen, hatten sie alle schon einen längeren musikalischen Hintergrund. David Townsend war der Sohn von Ed Townsend, um 1960 als Sänger und später als Songwriter erfolgreich. David war unter anderem Musiker in der Tourband der Isley Brothers, bevor er um 1973 Mitglied der Band Port Authority wurde. Dort traf er auf den Gitarristen David „Pic“ Conley.
Surface wurde in den frühen 1980er Jahren von Conley und seiner damaligen Freundin, der Sängerin Karen Copeland, als Post-Disco-Funk-Projekt ins Leben gerufen. Conley und der Produzent Toni Byrd schrieben die Songs, Townsend war einer der Studiomusiker. Die beiden Songveröffentlichungen Falling in Love und When Your ‘Ex’ Wants You Back waren in Großbritannien erfolgreicher, als in ihrer Heimat USA. Vor der dritten Single Stop Holding Back trennten sich Copeland und Conley und beendeten das erste Surface-Projekt. Das Lied wurde vom damaligen Label Salsoul 1999 nachträglich veröffentlicht.
In dieser Zeit trafen Conley und Townsend auf Bernard Jackson. Der Sänger aus Connecticut hatte über einen Cousin in New York den Einstieg ins Musikgeschäft geschafft. Über seinen Patenonkel, der mit Townsend verwandt war, bekam er Kontakt zu den beiden und sie schlossen sich Mitte der 1980er als Songwriterteam für EMI Music zusammen. Ihre Lieder wurden unter anderem von New Edition, Sister Sledge und Jermaine Jackson aufgenommen.

### Zweiter Anlauf als R&B-Trio ab 1986
Daneben schrieben sie auch für sich einige modernere R&B-Songs und einer davon, Let’s Try Again, fand seinen Weg zu Columbia Records, die ihnen einen Plattenvertrag anboten. Sie belebten Surface als Trio mit Jackson als Sänger neu und im zweiten Anlauf kamen sie 1987 mit dem Lied bis auf Platz 22 der R&B-Charts. Ihre zweite Single Happy wurde noch im selben Jahr ihr erster großer Hit mit Platz 2 in der R&B-Wertung und Platz 20 der offiziellen Charts. Ihr Debütalbum mit dem Bandnamen als Titel war ebenfalls in beiden Charts erfolgreich.
Ab 1988 hatten sie dann ihre größten Erfolge beginnend mit dem zweiten Album 2nd Wave. Nachdem schon die Vorabsingle I Missed Platz 3 der R&B-Charts erreicht hatte, folgten mit Closer Than Friends, Shower Me with Your Love und You Are My Everything drei R&B-Nummer-eins-Hits in Folge. Shower Me with Your Love schaffte es außerdem in die Top 5 der Popcharts, es wurde mit Gold ausgezeichnet und entwickelte sich zu einem beliebten Hochzeitssong. Das Album hielt sich weit mehr als ein Jahr in den R&B-Charts und bekam Platin für eine Million verkaufte Exemplare.
Mit 3 Deep folgt im November 1990 ein weiteres Album. Vorab wurde der Song The First Time veröffentlicht. Bernard Jackson hatte ihn bereits 1986 zusammen mit einem Freund geschrieben. In den ersten beiden Monaten stieg er immer weiter und erreichte schließlich im Februar 1991 Platz eins der offiziellen Charts. Single und Album brachten zwei weitere Goldauszeichnungen. Drei weitere Lieder kamen in die Charts, doch Ende 1991 begann der Erfolg bereits nachzulassen.
1992 veröffentlichten Surface ihr Best-of-Album … A Nice Time for Lovin’, das aber nicht in die Charts kam. Der Bonus-Titelsong platzierte sich außerhalb der Top 50 der R&B-Charts und war ihre letzte eigene Chartsingle. Bei einem Cover ihres ersten R&B-Nummer-eins-Hits Closer Than Friends von Ms. Lydia wurden sie 1997 noch einmal als Gastinterpreten geführt.
Das Trio trennte sich und während Conley und Townsend als Songwriter und Produzenten weitermachten, versuchte sich Jackson ohne großen Erfolg als Solosänger. Ein Comeback-Album mit dem Titel Love Zone brachte sie ebenfalls nicht mehr zurück. Als sie 2005 eine erneute Wiedervereinigung mit Tour und Album ankündigten, beendete der Tod von David Townsend im Alter von 50 Jahren die Pläne und die Geschichte von Surface. Jackson versuchte sich danach stilistisch in Genres wie Reggae und Big Band Jazz. Conley brachte ein Smooth-Jazz-Album heraus und veröffentlichte in den 2010er Jahren mit John Feva das Album Where Have You Been unter dem Bandnamen ReSurface.

## Mitglieder
Das Trio ab 1986 bestand aus
- Bernard Leon Jackson Jr., Sänger und Bassist (* 11. Juli 1959 in Stamford, Connecticut)
- David L. Conley, Gitarre und Keyboard (* 27. Dezember 1953 in Newark, New Jersey)
- David Townsend, Schlagzeug und Saxophon (* 17. Mai 1955 in Inglewood, Kalifornien; † 26. Oktober 2005 in Los Angeles)

## Diskografie

### Alben
| Jahr | Titel    | Höchstplatzierung, Gesamtwochen, AuszeichnungChartplatzierungen (Jahr, Titel, Platzierungen, Wochen, Auszeichnungen, Anmerkungen) | Höchstplatzierung, Gesamtwochen, AuszeichnungChartplatzierungen (Jahr, Titel, Platzierungen, Wochen, Auszeichnungen, Anmerkungen) | Anmerkungen  |
| Jahr | Titel    | US | R&B | Anmerkungen  |
| ---- | -------- | --- | --- | ------------ |
| 1986 | Surface  | US55 (19 Wo.)US | R&B11 (35 Wo.)R&B | Oktober 1986 |
| 1988 | 2nd Wave | US56 Platin · (39 Wo.)US | R&B5 (71 Wo.)R&B |              |
| 1990 | 3 Deep   | US65 Gold · (34 Wo.)US | R&B19 (37 Wo.)R&B |              |

Weitere Alben
- The Best of Surface … A Nice Time 4 Lovin’ (Best-of-Album, 1991)
- Love Zone (1998)
- Perfect 10 (Kompilation, 1997)
- Our World (Kompilation, 2005)

### Singles
| Jahr | Titel Album                                                         | Höchstplatzierung, Gesamtwochen, AuszeichnungChartplatzierungen (Jahr, Titel, Album, Platzierungen, Wochen, Auszeichnungen, Anmerkungen) | Höchstplatzierung, Gesamtwochen, AuszeichnungChartplatzierungen (Jahr, Titel, Album, Platzierungen, Wochen, Auszeichnungen, Anmerkungen) | Höchstplatzierung, Gesamtwochen, AuszeichnungChartplatzierungen (Jahr, Titel, Album, Platzierungen, Wochen, Auszeichnungen, Anmerkungen) | Anmerkungen |
| Jahr | Titel Album                                                         | UK | US | R&B | Anmerkungen |
| ---- | ------------------------------------------------------------------- | --- | --- | --- | --- |
| 1983 | Falling in Love –                                                   | UK67 (5 Wo.)UK | — | R&B84 (4 Wo.)R&B | Autoren: David Conley, Toni Byrd |
| 1984 | When Your ‘Ex’ Wants You Back –                                     | UK52 (4 Wo.)UK | — | — | Autoren: D. Conley, T. Byrd, Joshua Thompson                                                                                         |
| 1986 | Let’s Try Again Surface                                             | — | — | R&B22 (17 Wo.)R&B | Autoren: D. Conley, Bernard Jackson, David Townsend erreichte 1986 Platz 80, Höchstplatzierung erst nach Wiederveröffentlichung 1987 |
| 1987 | Happy Surface                                                       | UK56 (6 Wo.)UK | US20 (14 Wo.)US | R&B2 (22 Wo.)R&B | Autoren: D. Conley, B. Jackson, D. Townsend                                                                                          |
| 1987 | Lately Surface                                                      | — | — | R&B8 (14 Wo.)R&B | Autoren: D. Conley, B. Jackson, D. Townsend                                                                                          |
| 1988 | I Missed 2nd Wave                                                   | — | — | R&B3 (17 Wo.)R&B | Autoren: D. Conley, B. Jackson, Everett Collins                                                                                      |
| 1989 | Closer Than Friends 2nd Wave                                        | — | US57 (13 Wo.)US | R&B1 (23 Wo.)R&B | Autoren: B. Jackson, D. Townsend |
| 1989 | Shower Me with Your Love 2nd Wave                                   | — | US5 Gold · (19 Wo.)US | R&B1 (20 Wo.)R&B | Autor: B. Jackson |
| 1989 | You Are My Everything 2nd Wave                                      | — | US84 (5 Wo.)US | R&B1 (16 Wo.)R&B | Autoren: D. Conley, E. Collins, Derrick Culler, D. Townsend                                                                          |
| 1989 | Can We Spend Some Time 2nd Wave                                     | — | — | R&B5 (17 Wo.)R&B | Autoren: B. Jackson |
| 1990 | The First Time 3 Deep                                               | UK60 (3 Wo.)UK | US1 Gold · (25 Wo.)US | R&B1 (22 Wo.)R&B | Autoren: Brian Simpson, B. Jackson                                                                                                   |
| 1991 | All I Want Is You 3 Deep                                            | — | — | R&B8 (15 Wo.)R&B | Autoren: D. Conley, E. Collins, D. Culler Backgroundsängerin: Regina Belle                                                           |
| 1991 | Never Gonna Let You Down 3 Deep                                     | — | US17 (17 Wo.)US | R&B24 (13 Wo.)R&B | Autor: B. Jackson |
| 1991 | You’re the One 3 Deep                                               | — | — | R&B35 (22 Wo.)R&B | featuring Bernard Jackson Autoren: D. Conley, D. Townsend, D. Culler                                                                 |
| 1992 | … A Nice Time for Lovin’ The Best of Surface … A Nice Time 4 Lovin’ | — | — | R&B52 (7 Wo.)R&B | Autoren: D. Conley, D. Townsend |
| 1997 | Closer Than Friends –                                               | — | — | R&B91 (2 Wo.)R&B | Ms. Lydia featuring Surface Autoren: B. Jackson, D. Townsend                                                                         |

### Songwriting für andere Interpreten
Die folgenden Songs platzierten sich in den US-R&B-Charts und teilweise auch in anderen Charts. Autoren sind Bernard Jackson, David Conley und David Townsend, wenn nicht anders angegeben. Weitere Koautoren sind nicht aufgeführt.
- Reaction / Rebbie Jackson (1986)
- Outside in the Rain / Gwen Guthrie (1986)
- R U Tuff Enuff / Rebbie Jackson (1988, nur Conley)
- Don’t Take It Personal / Jermaine Jackson (1989, Nummer 1 der R&B-Charts, Conley und Townsend)
- Two Ships (In the Night) / Jermaine Jackson (1990, nur Conley)
- The Master Key / Barbara Weathers (1990, nur Conley)
- Do You Really (Want My Love?) / Melba Moore (1990, Conley und Townsend)
- Don’t Put Me Off ’Til Tomorrow / Giorge Pettus (1992)